# Tarnowski Młyn (Turek)
Pour les articles homonymes, voir Tarnowski Młyn.
Tarnowski Młyn est une localité polonaise de la gmina rurale de Władysławów, située dans le powiat de Turek en voïvodie de Grande-Pologne. Elle se trouve à environ 10 kilomètres au nord de la ville de Turek et 111 km à l'est de Poznań, la capitale régionale. 

## Géographie

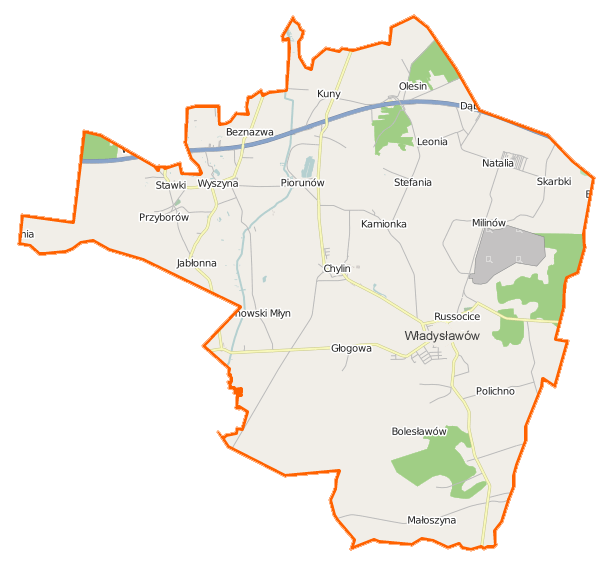
Carte de la gmina de Władysławów.